# Подбеже
Подбеже (словен. Podbeže) — поселення в общині Ілірська Бистриця, Регіон Нотрансько-крашка, Словенія. Висота над рівнем моря: 604,8 м.